# Liste der Landschaftsschutzgebiete im Landkreis Nürnberger Land
Im Landkreis Nürnberger Land gibt es sechs Landschaftsschutzgebiete. (Stand: November 2018)

## Hinweise zu den Angaben in der Tabelle
- Gebietsname: Amtliche Bezeichnung des Schutzgebietes
- Bild/Commons: Bild und Link zu weiteren Bildern aus dem Schutzgebiet
- LSG-ID: Amtliche Nummer des Schutzgebietes
- WDPA-ID: Link zum Eintrag des Schutzgebietes in der World Database on Protected Areas
- Wikidata: Link zum Wikidata-Eintrag des Schutzgebietes
- Ausweisung: Datum der Ausweisung als Schutzgebiet
- Gemeinde(n): Gemeinden, auf denen sich das Schutzgebiet befindet
- Lage: Geografischer Standort
- Fläche: Gesamtfläche des Schutzgebietes in Hektar
- Flächenanteil: Anteilige Flächen des Schutzgebietes in Landkreisen/Gemeinden, Angabe in % der Gesamtfläche
- Bemerkung: Besonderheiten und Anmerkungen

Bis auf die Spalte Lage sind alle Spalten sortierbar.
| Gebietsname                                                   | Bild/Commons   | LSG-ID       | WDPA-ID | Wikidata  | Ausweisung | Gemeinde(n) | Lage     | Fläche ha | Flächenanteil                       | Bemerkung |
| ------------------------------------------------------------- | -------------- | ------------ | ------- | --------- | ---------- | ----------- | -------- | --------- | ----------------------------------- | --------- |
| LSG Nuschelberg                                               | weitere Bilder | LSG-00190.01 | 395659  | Q59524568 | 1970       |             | Position | 533,28    | Landkreis Nürnberger Land (100 %)   |           |
| Ausweisung des LSG Nördlicher Jura                            | weitere Bilder | LSG-00543.01 | 396094  | Q59524756 | 2001       |             | Position | 21886,84  | Landkreis Nürnberger Land (100,0 %) |           |
| Ausweisung des LSG Südlicher Jura mit Moritzberg und Umgebung | weitere Bilder | LSG-00544.01 | 396095  | Q59525703 | 2001       |             | Position | 16637,46  | Landkreis Nürnberger Land (100,0 %) |           |
| LSG Pegnitzaue Schwaig                                        | weitere Bilder | LSG-00576.01 | 396125  | Q59526170 | 2002       |             | Position | 169,73    | Landkreis Nürnberger Land (100,0 %) |           |
| LSG Rückersdorf                                               | weitere Bilder | LSG-00583.01 | 396133  | Q59525859 | 2005       |             | Position | 158,68    | Landkreis Nürnberger Land (100 %)   |           |
| Schwarzachtal mit Nebentälern                                 | weitere Bilder | LSG-00587.01 | 396136  | Q59525860 | 2006       |             | Position | 3990,64   | Landkreis Nürnberger Land (100,0 %) |           |